# Podoscaphe
Un podoscaphe est une embarcation de loisir constituée de deux flotteurs (en bois ou métal), reliés entre eux (par des lattes ou tringles), sur lesquels le pratiquant pose les pieds pour se tenir debout. Le podoscaphe était typiquement propulsé à l'aide d'une longue pagaie double. En vogue notamment en Europe du milieu du XIXe siècle au début du XXe siècle, la pratique du podoscaphe a complètement disparu au profit d'autres embarcations de loisir (canoë, kayak...).

## Histoire
En 1858, un article de L'Illustration relate une navigation en podoscaphe sur le Rhin, de Rotterdam à Cologne.
Le 19 août 1878, l’Américain J.A Fowler traverse la Manche en podoscaphe à pagaie en 11 heures.
Le podoscraphe à pagaie est parfois considéré comme un précurseur du stand up paddle, un sport nautique moderne où le pratiquant se tient debout sur une planche et se propulse avec une longue pagaie.

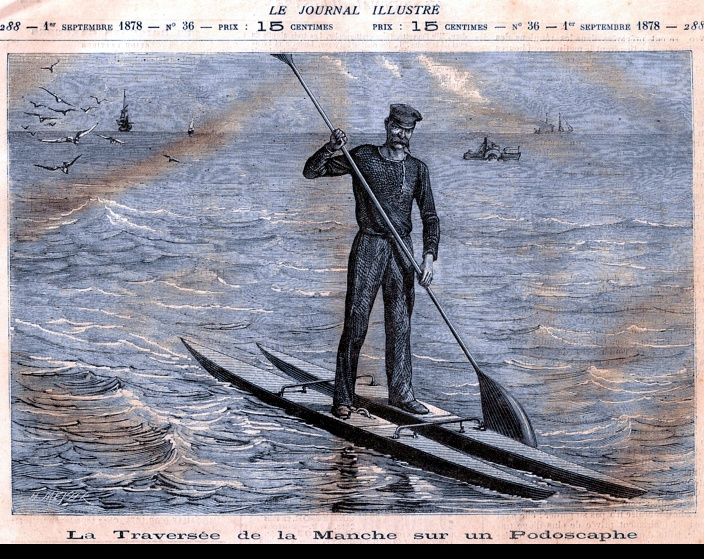
Traversée de la Manche, 1878.
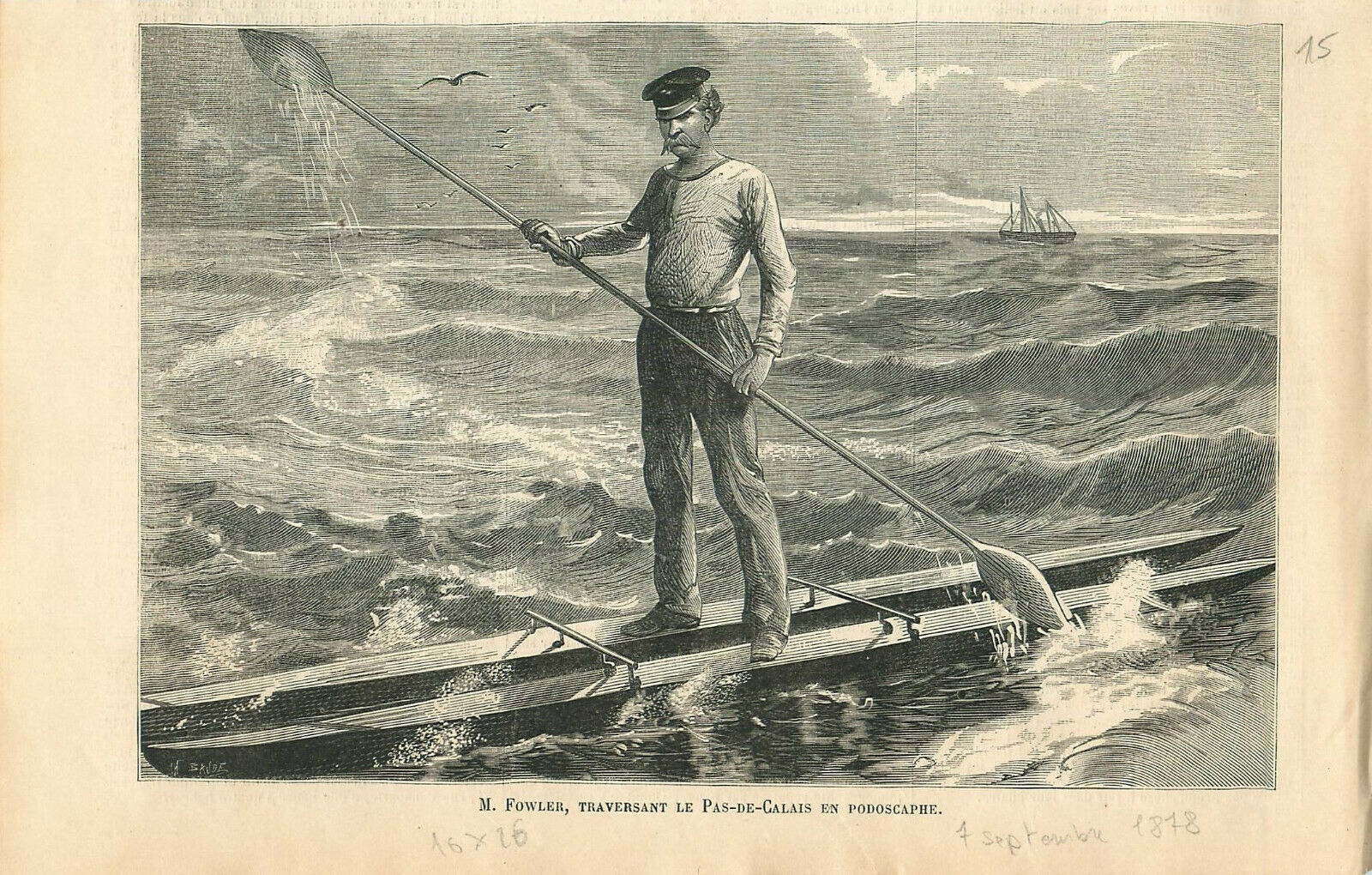
Traversée de la Manche, 1878.

## Podoscaphe à pédales
À la fin du XIXe siècle, le podoscaphe désignait aussi un bateau à pédales rudimentaire, mue par une ou plusieurs roues à aubes ou une hélice. Cette embarcation destinée à la promenade, aussi dénommée « vélocipède nautique » était inspiré par l'invention et les perfectionnements des premières bicyclettes, à partir des années 1860. Au Royaume-Uni, le prince de Galles aurait navigué sur ce type de podoscaphe en 1879 sur les eaux du parc Windsor.

## Références culturelles

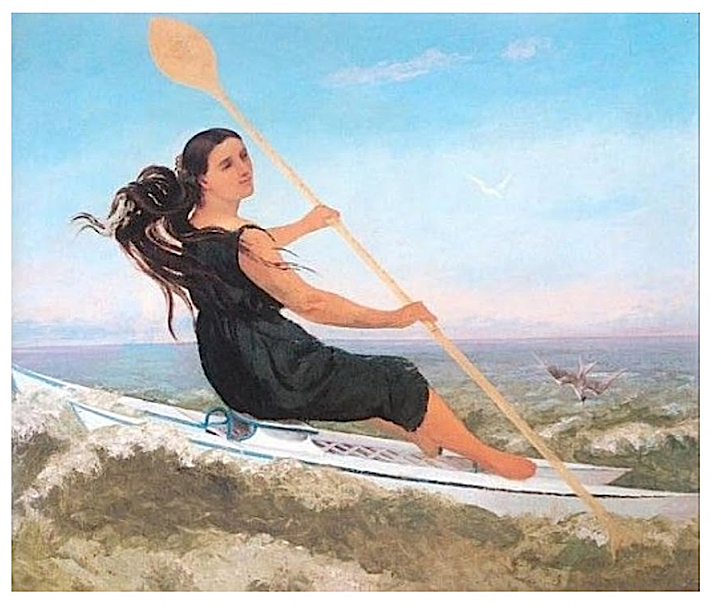
La Femme au podoscaphe.